# Moselle Open 2018 - Qualificazioni singolare
Le qualificazioni del singolare del Moselle Open 2018 sono state un torneo di tennis preliminare per accedere alla fase finale della manifestazione. I vincitori dell'ultimo turno sono entrati di diritto nel tabellone principale. In caso di ritiro di uno o più giocatori aventi diritto a questi sono subentrati i lucky loser, ossia i giocatori che hanno perso nell'ultimo turno ma che avevano una classifica più alta rispetto agli altri partecipanti che avevano comunque perso nel turno finale.

## Teste di serie
1. Yannick Maden (ultimo turno, lucky loser)
2. Bernard Tomić (qualificato)
3. Serhij Stachovs'kyj (primo turno)
4. Grégoire Barrère (ultimo turno, lucky loser)

1. Matthias Bachinger (qualificato)
2. Mats Moraing (ultimo turno)
3. Constant Lestienne (qualificato)
4. Kenny de Schepper (qualificato)

## Qualificati
1. Matthias Bachinger
2. Bernard Tomić

1. Constant Lestienne
2. Kenny de Schepper

### Lucky loser
1. Yannick Maden

1. Grégoire Barrère

## Tabellone

### Legenda
| - Q = Qualificato - WC = Wild card - LL = Lucky loser | - ALT = Alternate - SE = Special Exempt - PR = Protected Ranking | - w/o = Walkover - r = Ritirato - d = Squalificato |

### Sezione 1
|  | Primo turno | Primo turno        | Primo turno   | Primo turno | Primo turno |  |  | Ultimo turno | Ultimo turno       | Ultimo turno       | Ultimo turno | Ultimo turno |  |
|  |             |                    |               |             |             |  |  |              |                    |                    |              |              |  |
|  | 1           | Yannick Maden      | Yannick Maden | 7           | 6           |  |  |              |                    |                    |              |              |  |
|  |             | Oscar Otte         | Oscar Otte    | 6(1)        | 3           |  |  | 1            | Yannick Maden      | Yannick Maden      | 6            | 3            |  |
|  |             | Norbert Gombos     | 63            | 7           | 3           |  |  | 5            | Matthias Bachinger | Matthias Bachinger | 7            | 6            |  |
|  | 5           | Matthias Bachinger | 7             | 6(0)        | 6           |  |  |              |                    |                    |              |              |  |

### Sezione 2
|  | Primo turno | Primo turno   | Primo turno   | Primo turno | Primo turno |  |  | Ultimo turno | Ultimo turno  | Ultimo turno | Ultimo turno | Ultimo turno |  |
|  |             |               |               |             |             |  |  |              |               |              |              |              |  |
|  | 2           | Bernard Tomić | Bernard Tomić | 7           | 7           |  |  |              |               |              |              |              |  |
|  |             | Ante Pavić    | Ante Pavić    | 5           | 5           |  |  | 2            | Bernard Tomić | 7            | 3            | 6            |  |
|  |             | Tobias Kamke  | Tobias Kamke  | 63          | 2           |  |  | 6            | Mats Moraing  | 6            | 6            | 3            |  |
|  | 6           | Mats Moraing  | Mats Moraing  | 7           | 6           |  |  |              |               |              |              |              |  |

### Sezione 3
|  | Primo turno | Primo turno         | Primo turno         | Primo turno | Primo turno |  |  | Ultimo turno | Ultimo turno       | Ultimo turno       | Ultimo turno | Ultimo turno |  |
|  |             |                     |                     |             |             |  |  |              |                    |                    |              |              |  |
|  | 3           | Serhij Stachovs'kyj | Serhij Stachovs'kyj | 3           | 4           |  |  |              |                    |                    |              |              |  |
|  | Alt         | Maxime Janvier      | Maxime Janvier      | 6           | 6           |  |  | Alt          | Maxime Janvier     | Maxime Janvier     | 4            | 4            |  |
|  | WC          | Boris Fassbender    | Boris Fassbender    | 2           | 1           |  |  | 7            | Constant Lestienne | Constant Lestienne | 6            | 6            |  |
|  | 7           | Constant Lestienne  | Constant Lestienne  | 6           | 6           |  |  |              |                    |                    |              |              |  |

### Sezione 4
|  | Primo turno | Primo turno        | Primo turno        | Primo turno | Primo turno |  |  | Ultimo turno | Ultimo turno      | Ultimo turno | Ultimo turno | Ultimo turno |  |
|  |             |                    |                    |             |             |  |  |              |                   |              |              |              |  |
|  | 4           | Grégoire Barrère   | Grégoire Barrère   | 6           | 7           |  |  |              |                   |              |              |              |  |
|  | WC          | Arthur Rinderknech | Arthur Rinderknech | 3           | 64          |  |  | 4            | Grégoire Barrère  | 64           | 7            | 63           |  |
|  |             | Dustin Brown       | Dustin Brown       | 4           | 4           |  |  | 8            | Kenny de Schepper | 7            | 65           | 7            |  |
|  | 8           | Kenny de Schepper  | Kenny de Schepper  | 6           | 6           |  |  |              |                   |              |              |              |  |